# Famille Clemenceau
Pour les articles homonymes, voir Clemenceau (homonymie).
La famille Clemenceau est une famille française subsistante, d'ancienne bourgeoisie, originaire de la Vendée.
Cette famille compte parmi ses membres des médecins et des hommes politiques, parmi lesquels Georges Clemenceau, qui fut plusieurs fois ministre, et président du Conseil des ministres de 1917 à 1920.

## Patronyme
Le nom de famille s'écrivait « Clémenceau » (avec un accent) tel qu'on le voit dans l'acte de naissance de Georges Clemenceau mais pour des raisons non éclaircies, ce dernier a imposé en mars 1884 l'absence de l'accent dans son nom de famille.

## Histoire
Famille appartenant à la bourgeoisie vendéenne, plusieurs médecins en sont issus. 
Pierre Benjamin Clemenceau, sieur du Colombier et de La Ronde (1709-1782), licencié ès lois, avocat au parlement, épouse Charlotte Bouquet. La famille habite au logis du Colombier, à Mouchamps, une propriété acquise au XVIIe siècle. Pierre-Paul Clemenceau, son fils, est médecin des Armées de l'Ouest pendant la guerre de Vendée, maire de Mouchamps puis sous-préfet de Montaigu et député du Corps législatif en 1805, au début du Premier Empire,, et anime également un des foyers du groupe républicain en Vendée, les « Bleus de Montaigu ». Paul, son fils, épouse en 1809 Thérèse Joubert, propriétaire du domaine de l'Aubraie, une gentilhommière située sur la commune de La Réorthe, dans le Bocage vendéen, que son père, intendant, a hérité d'un noble, monsieur de Marcillac, incapable de rembourser les 80 000 livres qu'il lui avait empruntées. Benjamin, son fils, est un républicain engagé. Athée, passionné d'art, de dessin, de lettres et de philosophie, il transmet à son fils, Georges Clemenceau, les idéaux révolutionnaires et la haine de toute monarchie,, ce dernier sera député, ministre de l'Intérieur, président du Conseil.

## Liens de filiation entre les personnalités
Les actes d'état civil permettent de connaître la descendance du couple Pierre Benjamin Clemenceau et Charlotte Bouquet, dont seule la postérité subsiste aujourd'hui.
- Pierre Benjamin Clemenceau, sieur du Colombier et de La Ronde (1706-1782), licencié ès lois, avocat en parlement. Il épouse en 1748, Charlotte Bouquet.
  - Pierre-Paul Clemenceau (1749-1825), seigneur du Colombier, médecin et homme politique. En 1776 à Mouchamps (Vendée), il épouse Charlotte Maillot de L'Aufraire (1750-1819).
    - Paul Jean Benjamin Clemenceau (1777-1860), médecin, maire de La Réorthe. Il épouse Gabrielle Joubert.
      - Benjamin Clemenceau (1810-1897), médecin, épouse Sophie Gautreau (1817-1903).
        - Emma Clemenceau (1840-1928) épouse Léon Jacquet (1828-1913), ingénieur des ponts et chaussées, conducteur de la construction du phare du Cap Spartel à Tanger.
          - Georgette Jacquet (1865-1943) épouse Mathurin Eugène Raiga (1860-1942), directeur général à la Préfecture de la Seine.
            - André Raiga (1893-1979), médecin, épouse Edmée Mordacq, fille du général général Mordacq, chef du cabinet militaire de Clemenceau. Le 14 mai 1964, il est autorisé à porter le nom Raiga-Clemenceau (mention portée sur son acte de naissance).
              - Jean Raiga-Clemenceau, ingénieur diplômé major de l'École nationale supérieure du pétrole et des moteurs[10]. Il épouse Marie-Claire Deney.
                - François Raiga-Clemenceau (1962), journaliste sous le nom de plume François Clemenceau.

        - Georges Clemenceau (1841-1929), médecin et homme politique. Il épouse Mary Plummer.
          - Madeleine Clemenceau (1870-1949), romancière, biographe et traductrice. Le 29 mai 1889, elle épouse à Paris Numa Jacquemaire, avocat à la cour d'appel de Paris.
            - René Jacquemaire (1894-1931), médecin.

          - Michel Clemenceau (1873-1964), homme politique. En 1901, il épouse Ida Michnay (1882-1983).

        - Paul Clemenceau (1857-1946), président de la Société Nobel française de 1929 à sa mort. Il épouse Sophie Szeps, sœur de Berta Zuckerkandl-Szeps.
        - Albert Clemenceau (1861-1955), avocat et homme politique. Il épouse en 1888, Marthe, fille de Paul Meurice.

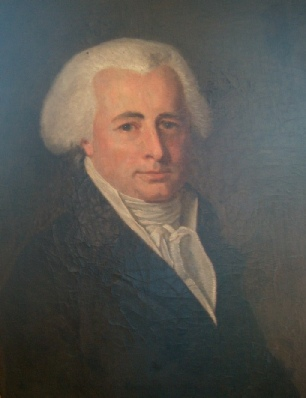
Pierre-Paul Clemenceau (1749-1825)
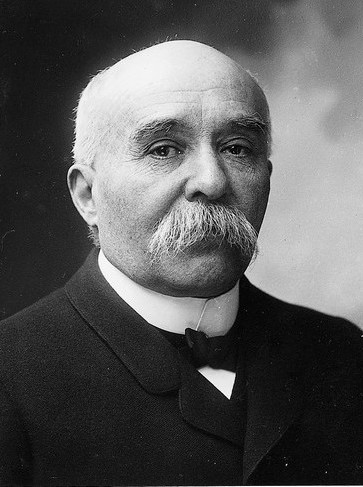
Georges Clemenceau (1841-1929)
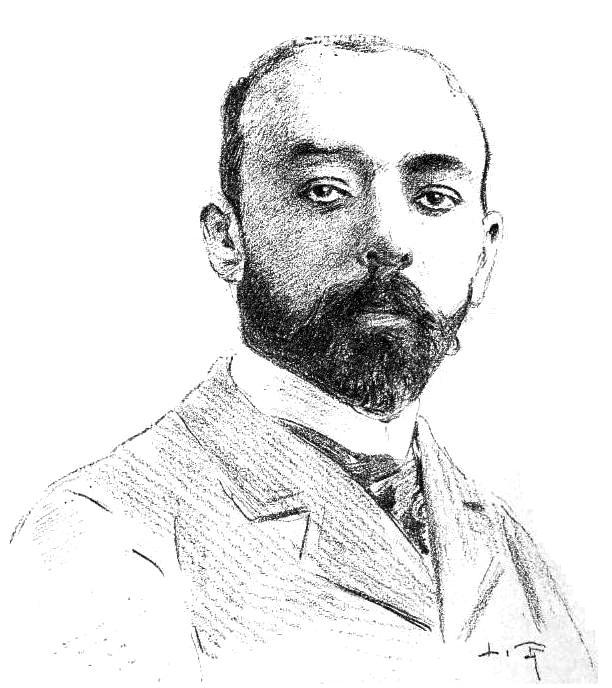
Albert Clemenceau (1861-1955)
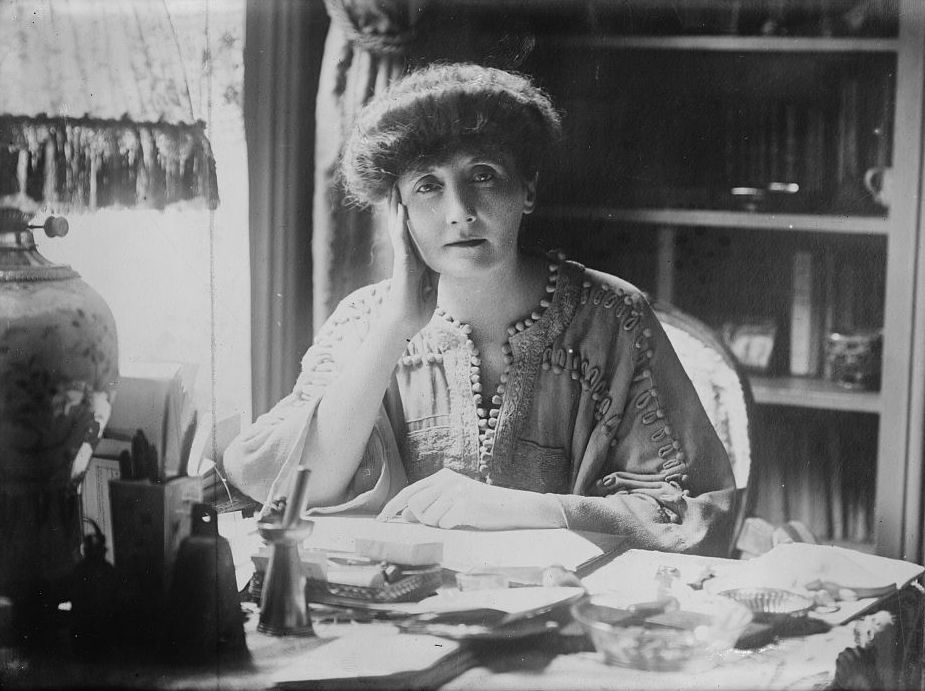
Madeleine Clemenceau (1870-1949)
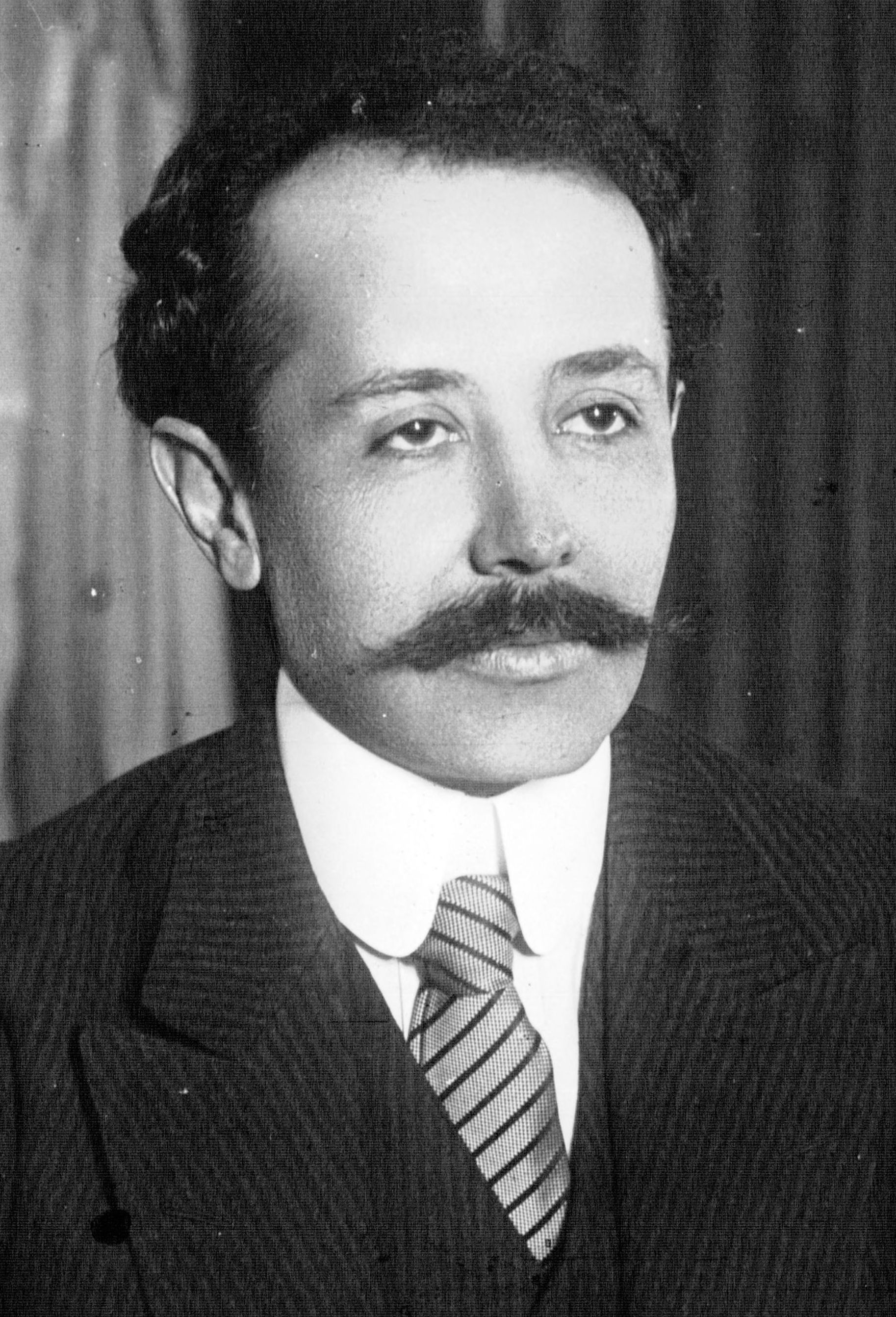
Michel Clemenceau (1873-1964)
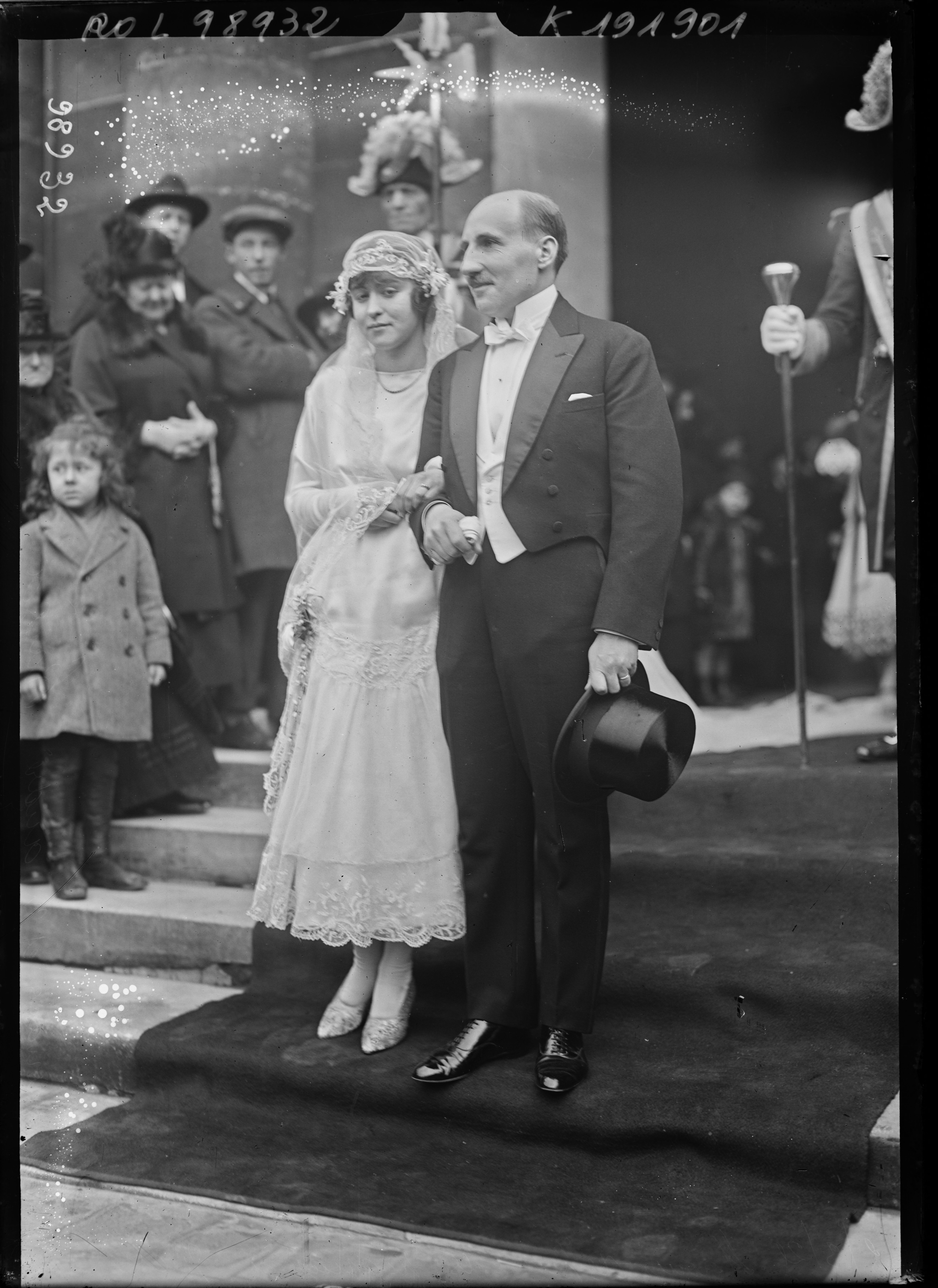
André Raiga-Clemenceau (1893-1979) lors de son mariage avec Edmée Mordacq

## Pour approfondir